# Mikalojus Konstantinas Čiurlionis
Mikalojus Konstantinas Čiurlionis (Varėna, 22 de setembro de 1875 – Pustelnik (Marki), próximo a Varsóvia, 10 de abril de 1911) foi um prolífico pintor e compositor lituano, tendo criado durante seus 35 anos de vida aproximadamente 300 pinturas (das quais a maior parte encontra-se exposta no Museu Nacional de Arte M. K. Čiurlionis, em Kaunas) e 250 peças musicais. Suas obras exerceram profunda influência na cultura lituana moderna.

## Biografia
Mikalojus era o mais velho dos nove filhos do músico Konstantinas Čiurlionis (1846-1914). Em 1878 a família muda-se para Druskininkai, onde Konstantinas torna-se organista da cidade. Entre 1889 e 1893, Mikalojus Čiurlionis toma aulas de música na orquestra-escola do príncipe polonês Michał Ogiński em Plungė. Com o apoio do príncipe, em 1894 muda-se para Varsóvia onde tem aulas de piano e composição no conservatório da cidade. Entre seus professores desse período, que se estendeu até 1899, encontra-se Zygmunt Noskowski. Entre 1901 e 1902 aprimorou-se musicalmente no Conservatório de Leipzig com Carl Reinecke e Salomon Jadassohn. Foi nessa época que começou a se interessar pela pintura, até que em 1904 inicia suas aulas de desenho na escola de belas-artes de Varsóvia.
Čiurlionis foi participante e um dos principais colaboradores da Primeira Exposição de Arte Lituana de 1907 em Vilnius. Foi também um dos 19 fundadores da União de Artes da Lituânia.
Internado em diversos hospitais sofrendo problemas psicológicos, veio a falecer em 1911 vítima de pneumonia. Está enterrado no Cemitério Rasos de Vilnius.
Čiurlionis acreditava ser um sinesteta: percebia cores na música e vice-versa. Muitas de suas pinturas carregam o nome de formas musicais, como sonata, fuga e prelúdio.

## Obras

### Música
Čiurlionis compôs:
- Orquestra
  - Miške (Na floresta), poema sinfônico (obra póstuma, 1900-01)
  - Jūra (O mar), poema sinfônico (obra póstuma, 1903-07)
  - Kęstutis, abertura (rascunhos, 1902)
- Música vocal
  - Jūratė, ópera (rascunhos, (1908-09)
  - De profundis, cantata para coro e órgão (1899)
  - Várias obras corais sacras
  - Aproximadamente 60 canções folclóricas para coro
- Música de câmara
  - Quarteto de cordas em Dó menor (1901-02)
  - Tema e variações para quarteto de cordas em Si menor (1898)
- Piano (mais de 200 peças no total)

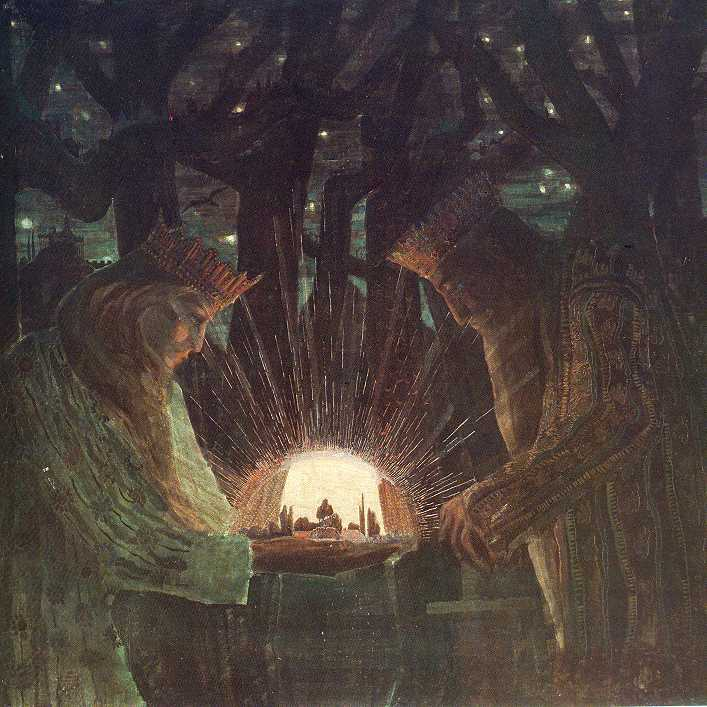
Os monarcas / Conto de fadas dos reis (Karaliai / Karalių pasaka) (1908-1909)

  - Sonata em Fá maior (1898)
  - Jūra (O mar), ciclo (1908)
  - Ciclo de variações
  - 16 ciclos de prelúdios
  - 10 fugas
  - 2 fuguetas
  - 2 noturnos
  - 3 estudos
  - 18 cânones
  - Humoresque
  - Adagio
- Órgão
  - Prelúdios
  - 7 fugas

### Pintura
Algumas de suas pinturas mais importantes incluem:

#### Ciclos
- 1903-1907
  - Laidotuvės (O funeral)
  - Audra (A tempestade)
  - Tvanas (O dilúvio)
  - Pasaulio sutvėrimas (A criação do mundo)
  - Liūdesys (Melancolia)
  - Mintis (O pensamento)
  - Tiesa (A verdade)
  - Bičiulystė (A amizade)
- 1905-1907
  - Žiema (No inverno)
  - Vasara (No verão)

#### Isoladas
- 1905-1907
  - Ramybė (Tranquilidade)
  - Miškas (A floresta)
  - Pavasaris (Primavera)
  - Kalnas (A montanha)

#### Trípticos
- 1907
  - Mano kelias (Meu caminho)
- 1908
  - Fantazija (Fantasia)
- 1909
  - Pilies pasaka (Conto de fadas do castelo)
  - Baladė (Balada), ou Juodoji saulė (Sol negro)
  - Demonas (Demônio)
  - Angelas (Anjo)
  - Auka (O sacrifício)
  - Raitelis (O cavaleiro)

#### Ciclos pictórico-musicais
- 1907
  - Zodiakas (Zodíaco)
  - Pasaka (Conto de fadas)
- 1907-1908
  - Saulės sonata (Sonata do sol)
  - Pavasario sonata (Sonata da primavera)
  - Žalčio sonata (Sonata da serpente)
  - Vasaros sonata (Sonata do verão)
  - Jūros sonata (Sonata do mar)
  - Žvaigždžių sonata (Sonata das estrelas)
- 1909
  - Piramidžių sonata (Sonata da pirâmide)

#### Últimas obras
- 1909
  - Rex (Rei)
  - Nojaus arka (A arca de Noé)
  - Rojus (Paraíso)
  - Žemaičių kapinės (Cemitério de Žemaitija)

## Influência
- Penhascos na Terra de Francisco José, um cume na Cordilheira Pamir e o asteroide 2420 receberam o nome de Čiurlionis.
- A Escola Nacional de Arte M. K. Čiurlionis foi fundada em Vilnius em 1945. Em 1957, a comunidade lituana de Chicago inaugurou a Galeria de Arte Čiurlionis, abrigando obras de pintores da Lituânia.
- O compositor lituano Osvaldas Balakauskas inspirou-se nas pinturas de Čiurlionis para escrever a Sonata das Montanhas (1975).

## Galeria

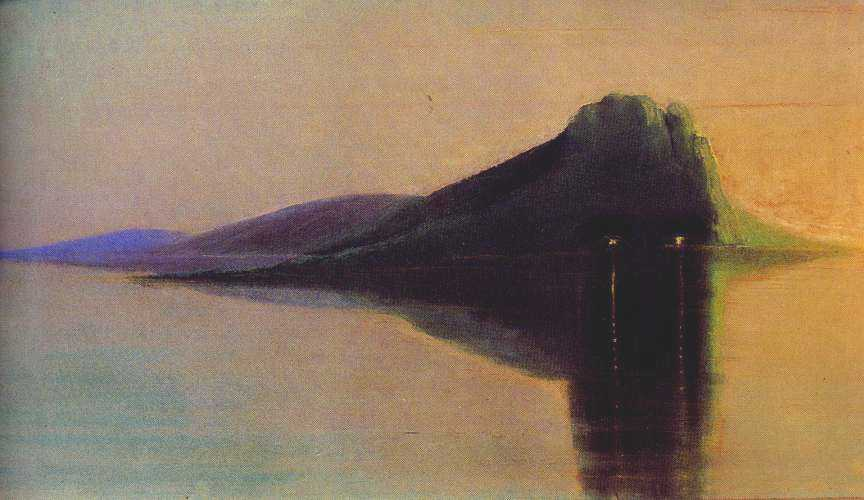
Tranqüilidade (Ramybė) (1904-1905)
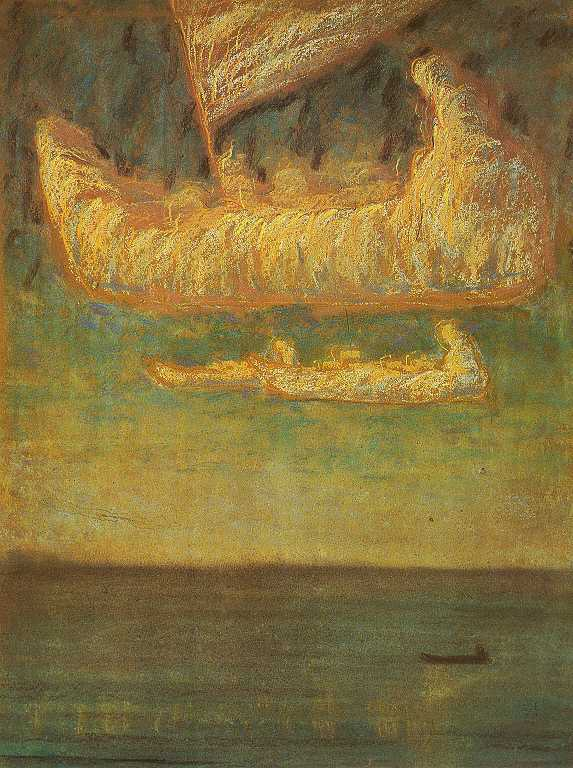
Navio. Nuvens. (Laivas. Debesys.) (1906)
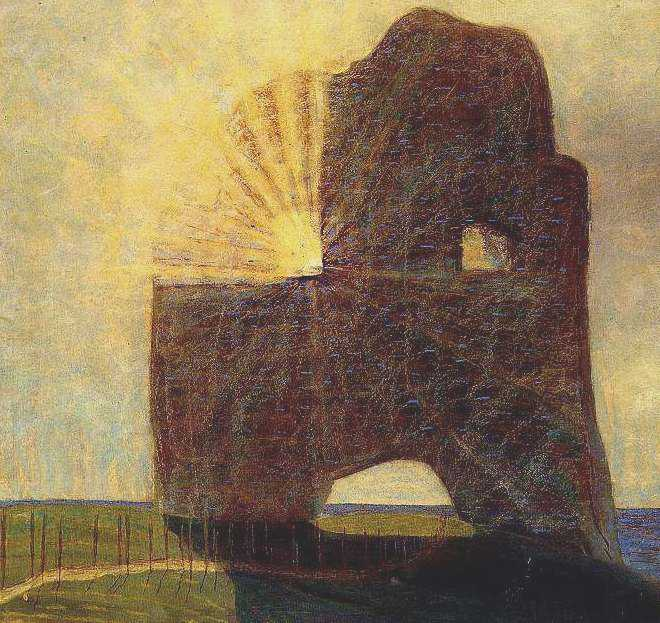
O passado (Praeitis) (1907)
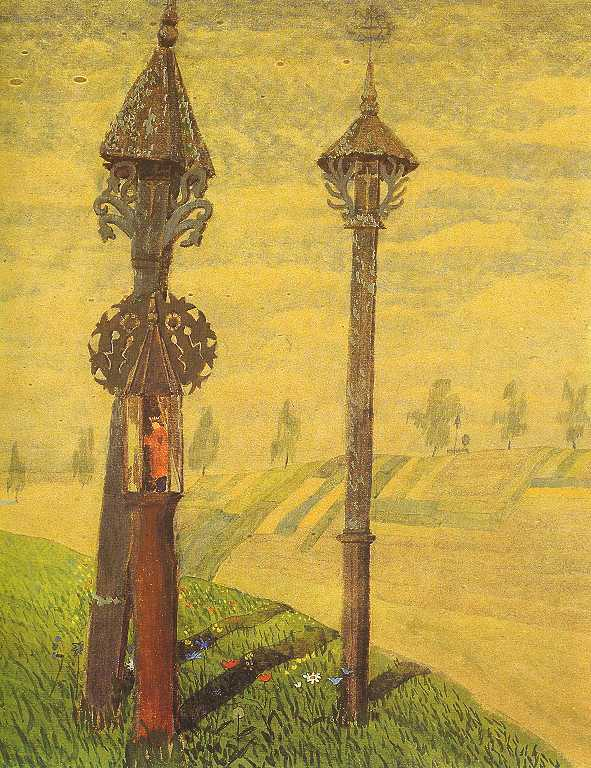
As cruzes de Žemaitija (Žemaičių koplytstulpiai) (1909)

### Sonata da Primavera (Pavasario sonata) (1907)

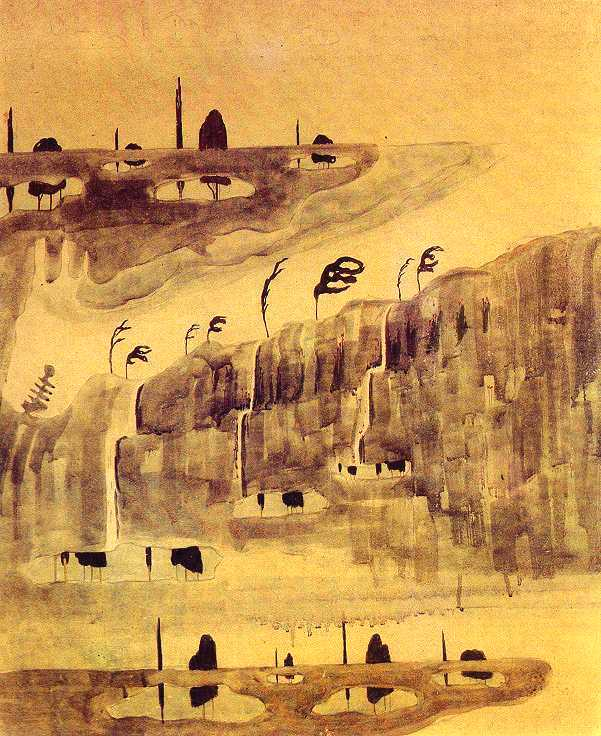
I. Allegro
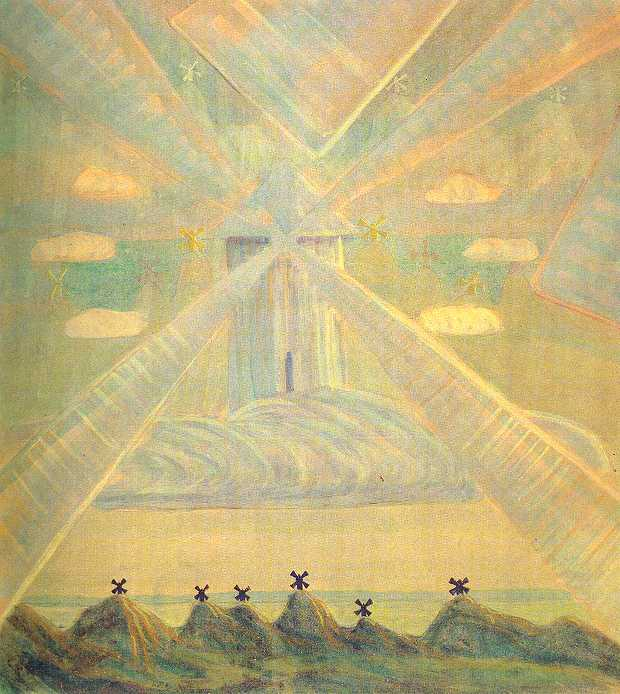
II. Andante
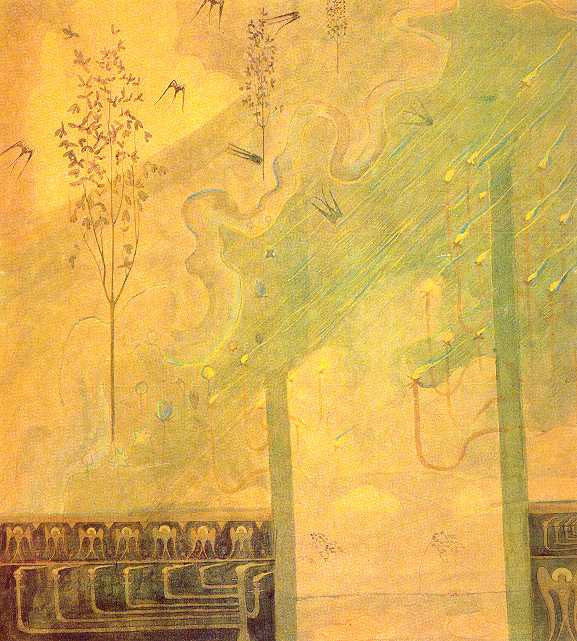
III. Scherzo
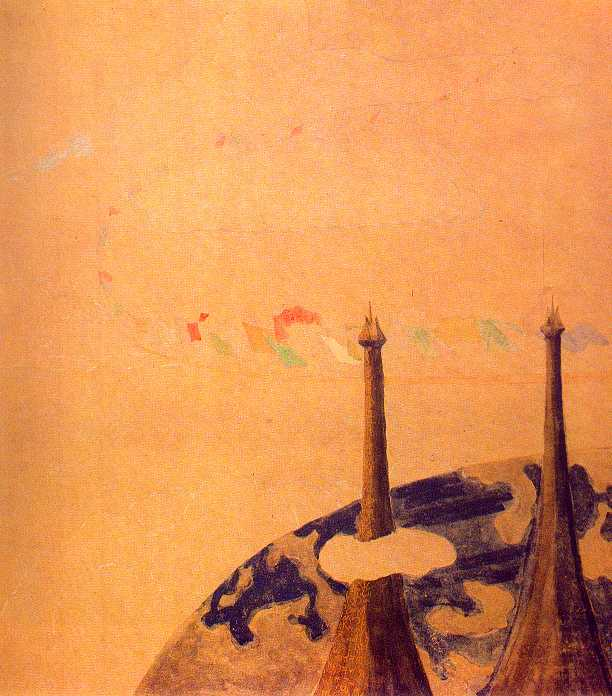
IV. Finale